# Дьюла (народ)
Дьюла́ (диула, джула, букв. — торговец; самоназв. jula) — общее название народов манден (кроме марка-дафин и болон) в Кот-д’Ивуаре и на западе Буркина-Фасо. В XIV—XV вв. дьюла расселялись маленькими группами вдоль торговых путей в Кот-д’Ивуар, Буркина Фасо и Западной Гане, с XVII в. в Конго. В XIX в. в районах к западу от Чёрной Вольты они добились политического преобладания (Андрианов, Попов 2000: 294).

## Места расселения
Проживают большей частью в Кот-д’Ивуар (на 2000 г. около 320 тыс. человек), в Буркина-Фасо — около 50 тыс. Ещё около 390 тыс. (включая бамана и манинка) живут в Мали и Гвинеи за пределами этнической территории дьюла. Таким образом, 760 тыс. чел. — общая численность диула (Выдрин 2000: 166).
В Кот-д’Ивуар дьюла компактно заселяют департаменты Туба, Одьенне, Сегела и Феркеседугу, или подпрефектуру Конг. В эти районы предки дьюла пришли с севера, вытеснив и ассимилировав дан, сиа, гуро, сенуфо и бауле. Занимаются земледелием: выращивают рис, просо, сорго, батат, арахис; держат крупный рогатый скот для себя и на продажу (Арсеньев 1988: 284).
В Буркина Фасо дьюла живут рассредоточено к западу от реки Чёрная Вольта (иногда к дьюла причисляют себя частично ассимированные представители других этносов). С XVIII в. под политическим контролем находятся Бобо, живущие на западе Буркина Фасо (Выдрин 2000: 101).
Дьюла из Буркина Фасо — горожане, ремесленники и купцы. Мужчины занимаются в основном ткачеством, ювелирным и кузнечным делом; женщины — гончарным ремеслом.
В Южном Мали жителей области Кенедугу, говорящих на языке манден, также называют дьюла (Выдрин 2000: 101).

## Язык
Говорят на языке дьюла. Дьюла близки по культуре и языку к манинка, бамана, марка-дафин, мандинка. В XIII—XV вв. язык дьюла был важен для общения торговцев Западной Африки. В Кот-д’Ивуар говорят на 22 диалектах языка дьюла, диалектные группы: дьюла Одьенне, дьюла Конга, маука, вородугукан. До половины населения Кот-д’Ивуар и до трети — Буркина Фасо пользуется для межэтнического общения языком, близким к бамана (Ольдерогге, Потехин 1954: 289).

## Материальная культура

### Жилища, пища, одежда
Жилища дьюла прямоугольные, с плоской крышей. Мечети окружены зубчатым бордюром. Устная традиция очень богата, включающая эпические сказания, песни. Едят в основном варёный рис и кашу из муки маниоки с соусами и приправами. Мужская одежда — широкие штаны и рубаха. Женщины носят длинные юбки, цветные кофты и головные платки (Выдрин 2000: 167).

### Письменность
Письменность основывается на латинском алфавите, ограниченно используется и алфавит арабский. Религиозная принадлежность дьюла — напрямую с мусульманством никак не связана, религия закрытого типа, изучать которую может только дьюла. О религии дьюла известно в основном из обычаев, один из которых связан с одеждой, а точнее со штанами. У дьюла широкие шаровары, суженные книзу. По преданию следующий пророк родится от мужчины, и чтоб не потерять плод, все мужчины должны носить такие штаны.

## Социальная стратификация
Общество народа дьюла имеет касты «благородных» и «низших». К «низшим» принадлежат фина (это знатоки исламской традиции), нуму (ремесленники-кузнецы и горшечники), гаранке (кожевенники) и гриоты (сказители). Характерны дь’аму — крупные родственные общности с единым клановым именем. Распространена полигиния (Выдрин 2000: 166).